# Krhovice
Obec Krhovice (německy Gurwitz) se nachází v okrese Znojmo v Jihomoravském kraji. Žije zde 619 obyvatel.

## Historie
První písemná zmínka o obci pochází z roku 1294.

## Pamětihodnosti
- Kostel svatého Bartoloměje
- Výklenková kaplička, poklona Nejsvětější Trojice, u štěrkovny
- Boží muka

## Odkazy

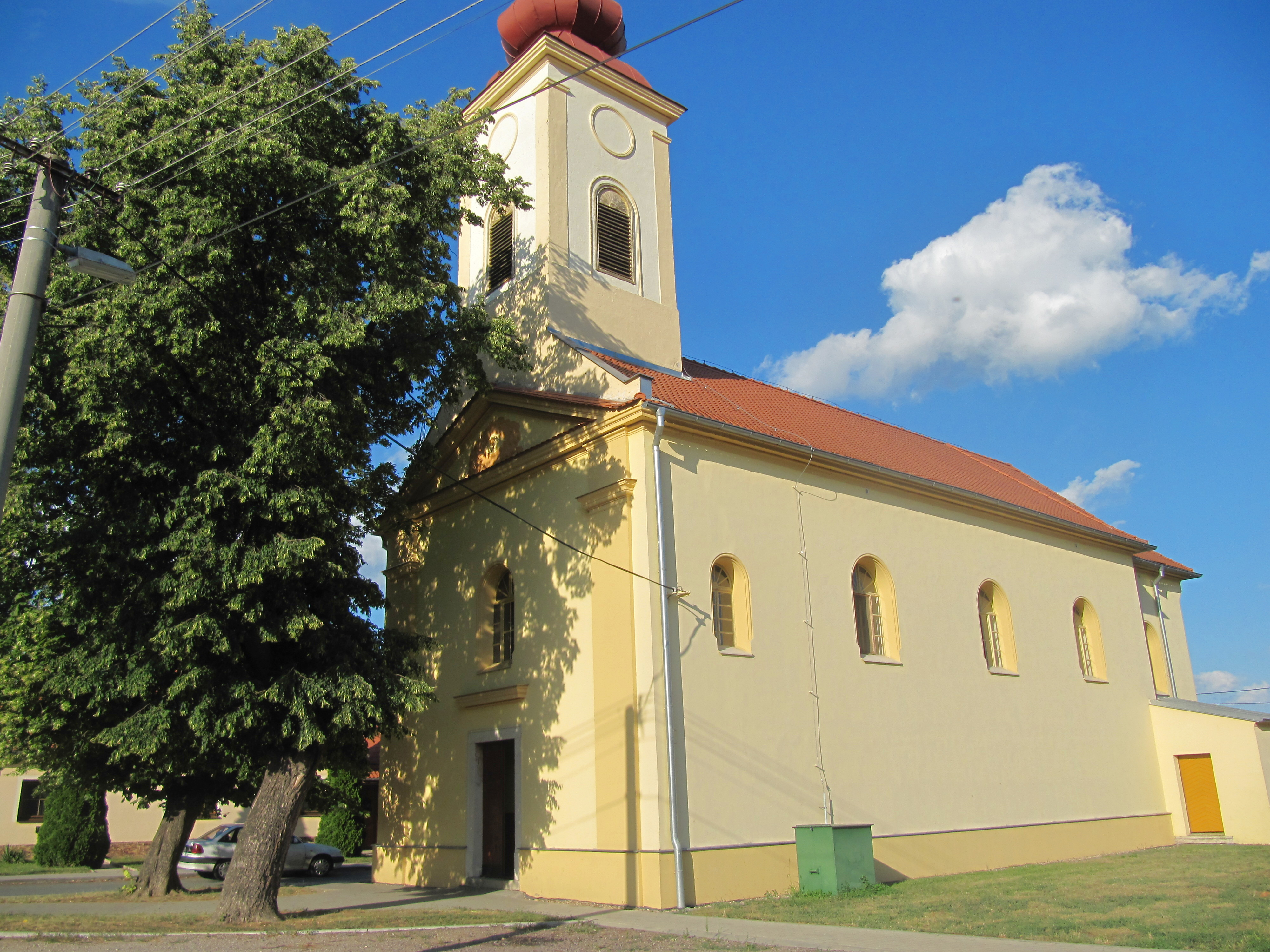
Kostel sv. Bartoloměje v Krhovicích